# Adolfo de Nassau

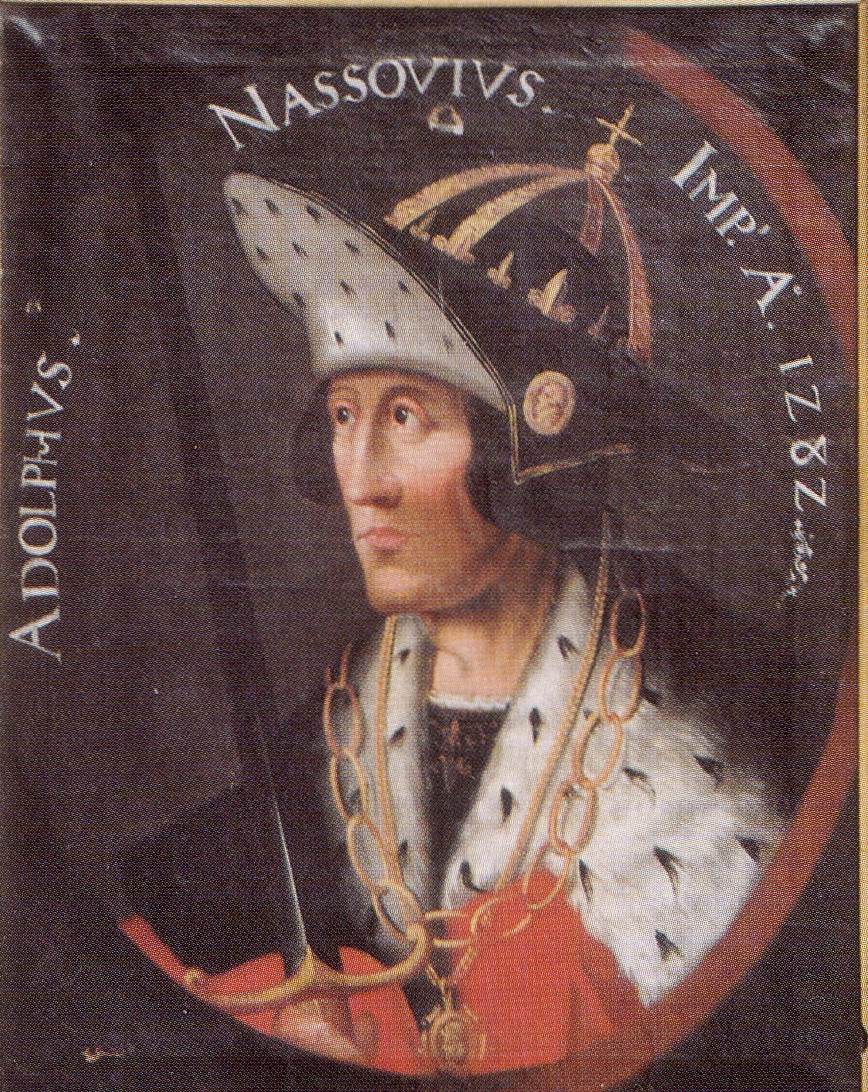
Adolfo de Nassau.

Adolfo de Nassau (1255-2 de julio de 1298) fue rey de Alemania desde 1292 hasta 1298, conde de Nassau en Wiesbaden, Idstein y Weilburg, y landgrave de Turingia.
Adolfo de Nassau era miembro de la pequeña nobleza. Nació sobre el año 1255 y era hijo del conde Walram II de Nassau y de Adelheid de Katzenelnbogen. No tuvo ninguna influencia ni poder, y fue elegido Rey de Romanos debido a la preferencia de los electores por un débil gobernante. Su elección fue en gran parte asegurada a través de la influencia del arzobispo-elector de Maguncia y Colonia. Fue coronado Rey de Romanos (Rey de Alemania) el 2 de junio de 1292 en Aquisgrán. Nunca fue coronado por el papa en Roma, que le tenía que haber asegurado su título de Emperador.
Fundó el convento de Clarenthal cerca de Wiesbaden en 1296.
Por sus intentos de reclamar territorios en Turingia, sus partidarios cambiaron de opinión, y en su lugar eligieron a Alberto I de Habsburgo en 1298. Adolfo se negó a aceptar la decisión y por ello fue muerto en la Batalla de Göllheim (cerca de Espira) contra Alberto I de Habsburgo el 2 de julio de 1298.
"Un incondicional pero necesario Señor" le llamó Carlyle. 

## Familia e hijos
Se casó con Imagina de Isenburg-Limburg, hija de Gerlach I de Isenburg e Imagina de Blieskastel. Sus hijos fueron:
- Enrique, muerto joven.
- Ruperto, murió el 2 de diciembre de 1304. Casado con Agnes, hija de Wenceslao II de Bohemia[1]
- Gerlach I de Nassau-Wiesbaden (1281-1361).
- Adolfo (1292-1294).
- Walram III de Nassau-Wiesbaden.
- Adelheid, Abadesa de Klarenthal, murió el 26 de mayo de 1338.
- Imagina, muerta joven.
- Matilde (antes de 1280 - 19 de junio de 1323, Heidelberg), se casó con Rodolfo I, duque de la Alta Baviera y conde Palatino del Rin.